# Sphecosoma gracilis
Sphecosoma gracilis är en fjärilsart som beskrevs av Jorgensen 1932. Sphecosoma gracilis ingår i släktet Sphecosoma och familjen björnspinnare. Inga underarter finns listade i Catalogue of Life.